# Yves Beccaria
Pour les articles homonymes, voir Beccaria.
Yves Beccaria, né le 7 avril 1929 à Tunis et mort le 2 mars 2017 à Paris 13e, est un éditeur et homme de presse français.

## Biographie
Lointain parent du juriste Cesare Beccaria (1738-1794), son père exerce la profession de violoniste et chef d'orchestre. Fils unique, Yves Beccaria grandit en Tunisie, lorsque son père était à la tête de l'Orchestre de Tunis, avant de s'installer à Orléans.
Après son baccalauréat, il suit des études de droit à Paris et s'engage comme militant à la Jeunesse étudiante chrétienne (JEC), avant d'en être secrétaire général adjoint à partir de 1959. Il y fait la connaissance de Marie-Josèphe Denoix de Saint Marc (dite "Mijo"), secrétaire générale de la branche féminine, qu'il épousera quelques années plus tard. 
En 1953, il entre aux éditions de l'Epi, maison chrétienne militante spécialisée dans des publications pour les jeunes lecteurs,. 
Deux ans plus tard, il rejoint la maison de la Bonne Presse où il côtoie de jeunes journalistes comme Jean Boissonnat et Jacques Duquesne. Cette nouvelle génération a été recrutée car la société éditrice du Pèlerin et de La Croix, est préoccupée par le dynamisme de son concurrent La Vie Catholique.
Ayant trouvé sa voie dans le domaine de l'édition, il crée, avec son épouse Mijo et Anne-Marie de Besombes, en 1966 Pomme d'api, magazine destiné aux enfants qui ne savent pas lire. D'autres magazines suivront comme Okapi (1971), Les Belles Histoires de Pomme d'api (1972), J'aime lire (1977), Astrapi (1978), Phosphore (1981), Je bouquine (1984) ou I love english (1987).
De 1985 à 1993, Yves Beccaria est directeur général de Bayard Presse. En décembre 1994, il est nommé président du conseil de surveillance du groupe.

### Vie privée
Marié en juin 1956 à Marie-Josèphe Denoix de Saint Marc, dite Mijo, (1934-2024) qu'il a rencontrée au temps de la JEC, ils sont parents de quatre enfants, dont Laurent Beccaria, fondateur des éditions Les Arènes.
Il meurt le 2 mars 2017 à Paris 13e,.

## Distinction
- 1993 :  Chevalier de la Légion d'honneur[10],[13]